# Хедингтън Хил Хол
Хедингтън Хил Хол (на английски: Headington Hill Hall) се намира на Хедингтън Хил – хълм в източната част на Оксфорд, Англия. Построена е през 1824 г. за семейство Морел, което остава в резиденция в продължение на 114 години. Става дом на Пергамон Прес и на медийния магнат Робърт Максуел. Към 2022 г. там се помещава Правният факултет на Университет „Оксфорд Брукс“.

## История
Сградата е построена през 1824 г. за сем. Морел, известни местни пивовари, и е разширена между 1856 и 1858 г. от Джеймс Морел младши (1810 – 1863), който построява имение в стил по италиански по проект на арх. Джон Томас (1813 – 1862). Джеймс Морел и съпругата му Алиша умират през 1863 и 1864 г., оставяйки активите си, включително сградата и пивоварната, в тръст за тяхната 10-годишна дъщеря Емили Морел (1854 – 1938). Тримата попечители се опитват да се справят с влюбването на Емили в далечен братовчед, като я изпращат при нейна леля и забраняват всякаква комуникация между двойката. Емили обаче се омъжва за братовчед си и се прибира в Хол.
Оскар Уайлд, пищно облечен като принц Руперхт, присъства на масовия първомайски бал, организиран от Емили и Хърбърт Морел в залата за около 300 гости на 1 май 1878 г.
Лейди Отолайн Морел (1873 – 1938), която притежава сградата за известен период,  е особено свързана с Кръга „Блумсбури“ като домакиня.
От 1939 г. имотът е реквизиран от правителството за използване като военна болница по време на Втората световна война. След войната се превръща в рехабилитационен център, управляван от Червения кръст и Ордена на Св. Йоан.
През 1953 г. Джеймс Морел III продава сградата на Градския съвет на Оксфорд. Тя продължава да се използва като рехабилитационен център до 1958 г.
Впоследствие издателят Робърт Максуел (1923 – 1991), основател на Пергамон Прес, взема под наем сградата, наета от Съвета за 32 години като резиденция и офиси. Той го описва като „най-добрия общински съвет в страната“. Максуел поръчва стъклопис, изобразяващ Самсон пред портите на Газа, от израелския скулптор Нехемия Азаз за императорското стълбище. 
От 1992 г. Съветът отдава имота под наем на Университет „Оксфорд Брукс“. В него се помещава Юридическият факултет на университета.